# Raffaello Gambino
Raffaello Gambino (Rome, 18 april 1928 - ?, 26 augustus 1989) was een Italiaans waterpolospeler.
Raffaello Gambino nam als waterpoloër eenmaal deel aan de Olympische Spelen; in 1952. In 1952 maakte hij deel uit van het Italiaanse team dat het brons wist te veroveren. Hij speelde zeven wedstrijden als keeper.
Ermenegildo Arena · 
Lucio Ceccarini · 
Raffaello Gambino · 
Salvatore Gionta · 
Maurizio Mannelli · 
Geminio Ognio · 
Carlo Peretti · 
Vincenzo Polito · 
Cesare Rubini · 
Renato De Sanzuane · 
Renato Traiola